# All I Wish
All I Wish, también conocida como A Little Something for Your Birthday, es una película estadounidense de comedia, estrenada en 2017, dirigida por Susan Walter y protagonizada por Sharon Stone, Famke Janssen, Tony Goldwyn y Ellen Burstyn.

## Sinopsis
Senna Berges (Sharon Stone), una  diseñadora de ropa que no se ha encontrado a sí misma ha renunciado a encontrar a su alma gemela. A pesar de los intentos, por su mejor amigo y madre dominante, para que ella se establezca y persiga su pasión por el diseño de moda, Senna continúa por un camino de conducta irresponsable, trabajos perdidos y conexiones ocasionales con hombres más jóvenes. Todo parece estar fuera de control para Senna hasta su fiesta de cumpleaños número 46, donde conoce a su pareja Adam (Tony Goldwyn).

## Reparto
- Sharon Stone como Senna Berges.
- Famke Janssen
- Tony Goldwyn como Adam.
- Ellen Burstyn
- Caitlin FitzGerald como Alison.
- Leonor Varela
- Liza Lapira
- Ryan Lochte como Brad.